# 广州地铁20号线
广州地铁20号线是广州地铁的遠期规划路线之一。屬於城市軌道交通系統。代表色暫定為品紅色。全線大致呈南北-東西的倒「L」型走向，連接海珠區、天河區、黃埔區和增城區。
因該線為遠期規劃路線，新建路段的線位和設站仍未確定，亦未有動工和開通的時間表。

## 概要
由目前消息總結可知，20号线現時为6号线二期（植物园至香雪段）的拆解線路，從現時植物園站拆解點起始，往南穿過華南植物園及長湴公園，再轉入長興路、東莞莊路行走，然後再轉入天壽路，沿天河東路、獵德大道往南，下穿珠江後往西南方向直達終點廣州塔站。東端則從香雪站繼續延長，進入增城區新塘鎮，經新塘站後並抵達廣深大道上的終點坭紫站。
因20號線為6號線二期拆解線，屆時現有的蘿崗車輛段亦將撥歸20號線使用。

## 历史
在2008年的《广州市轨道交通线网规划公众咨询方案》中，20号线为清流线，起自番禺清流，途经低涌、番禺客运站、钟村、市桥、沙头、广州南站、东沙、芳村，终点为滘口。然而在2010年确定的线网规划中，这条线路被取消；原规划连接新客站至琶洲的21号线改为20号线；该线别名“琶洲联络快线”，中途仅设沥滘站，计划与城际轨道交通建设统筹考虑。后来规划再次变更，该线路再被取消，线位让给广佛环线使用，编号被悬空。
2019年1月1日廣東電視台的新闻报道中，透露了20号线在最新規劃中變更为6号线二期（植物园至香雪段）的拆解線路。
根据广州市交通局于2021年9月底发布的《广州市交通运输“十四五”规划》，6号线二期在近期不会拆解为20号线，而是将继续向东延长4公里至刘村站，该计划已被列入广州市“十四五”规划的策划项目；而6号线拆解为20号线的计划则预计在远期进行。
而根据2022年8月2日，广州市人民政府发布的《广州市轨道交通线网规划（2018-2035年》（最新版），20号线西端终点站为赤岗塔站，东端终点站为江南站，全长47.8公里。

## 车站
因20號線新建路段的規劃尚未穩定，具體設站方案仍未有最終定案，目前僅已知將新設以下換乘站：
- 坭紫站：换乘23号线和28号线（佛穗莞城际）。三線均為遠期線路，預留情況未知。
- 新塘站：换乘13号线、16号线和28号线（佛穗莞城际）。13/16號線车站建設時没有作出预留，将通过新建站厅通道换乘；本线车站建设时则已預留28号线的换乘节点。
- 植樹公園站：换乘23号线。兩線均為遠期線路，預留情況未知。
- 植物園站：换乘6号线。此站預留拆解條件，並建成雙島式月台，可供6號線及20號線實現站台平行換乘。
- 長湴公園站：换乘10号线東延段。兩線均為遠期線路，預留情況未知。
- 石牌橋站：换乘10号线（現3号线支線）。10号线（現3号线支線）建造時没有作出预留，換乘安排未知。
- 獵德站：换乘5号线。5號線建造時没有作出预留，換乘安排未知。
- 獵德大道站：换乘25号线。兩線均為遠期線路，預留情況未知。
- 赤岗塔站：換乘12号线及28号线。12号线和28号线建造时没有作出预留，换乘情况未知。此外，12号线和28号线在建造时已预留APM线列车的穿过条件，预计可经12号线及28号线的站体换乘APM线。

## 車輛
雖現時6號線二期各站均按6節編組B型列車進行土建建設，但現時各站均按6節編組L型列車進行站台佈置。由於20號線仍為遠期線路，現時未確定使用B型還是L型列車。